# Гости из прошлого (сериал, 2010)
«Гости из прошлого» (англ. Dead Gorgeous) — телесериал совместного производства Австралии и Великобритании в жанре комедии и фэнтези, премьера которого состоялась 15 марта 2010 года. В России сериал транслировался на телеканалах «Карусель» и «Культура»

## Сюжет
Три сестрёнки Эйнсворт — Ребекка, Софи и Хэйзл — трагически погибли 150 лет назад. Совет привидений разрешает девочкам, так рано ушедшим в мир иной, прожить вторую жизнь. Они становятся привидениями и возвращаются в родовую усадьбу. Но теперь их дом занимает элитная школа для одарённых детей.

## В ролях
- Мелисса Говард[англ.] — Ребекка
- Поппи Ли Фрайер[англ.] — Софи
- Александра Коппинджер — Хейзел
- Джули Экерсли[англ.] — Агата
- Блейк Дэвис[англ.] — Джонатан
- Аиша Ди — Кристин
- Джей Кеннеди-Харрис[англ.] — Чарли
- Джерри Коннолли[англ.] — Мистер Гриффит
- Стелла Силаджи — Мэтти
- Джей Кеннеди-Харрис[англ.] — Чарли
- Джули Форсайт[англ.] — Мисс Синклэр